# 衛聲公
衞聲公（？—前362年），即姬訓，為戰國諸侯國衞國君主之一。他是衞慎公兒子，前373年承襲衞慎公擔任該國君主，在位11年。
| 前任： 父衞慎公 | 戰國衞國君主 前373年--前362年 | 繼任： 子衞成侯 |